# Padunia adelungi
Padunia adelungi är en nattsländeart som beskrevs av Martynov 1910. Padunia adelungi ingår i släktet Padunia och familjen stenhusnattsländor. Inga underarter finns listade i Catalogue of Life.